# Créole bungi
Le créole bungi, ou simplement bungi, bungie ou bungee (prononcé en anglais : /ˈbʌn.ɡi/) est une langue créole dérivée de l'anglais écossais, du dialecte orcadien du scots, du gaélique écossais, du français, du norne, du cri et de l'ojibwé (saulteaux). Il était parlé par les Métis écossais de la colonie de la rivière Rouge, se trouvant actuellement au Manitoba, au Canada. Cette langue est probablement éteinte.
Le bungi a été catégorisé comme étant une langue post-créole.